# Pleuractis taiwanensis
Espèce
Synonymes
- Fungia (Pleuractis) taiwanensis Hoeksema & Dai, 1991[1]
- Fungia taiwanensis Hoeksema & Dai, 1991[1]

Pleuractis taiwanensis est une espèce de coraux de la famille des Fungiidae.

## Étymologie
Son nom spécifique, composé de taiwan et du suffixe latin -ensis, « qui vit dans, qui habite », lui a été donné en référence au lieu de sa découverte, Hsiao-Liu-Chiu à 10 km au large du sud-ouest de Taïwan.

## Publication originale
- Hoeksema & Dai, 1991 : Scleractinia of Taiwan. II Family Fungiidae (with the description of a new species). Bulletin Zoological Institute, Academia Sinica, Taipei, vol. 30, pp. 201-226 (texte intégral) (en) [PDF].